# Turbina parowa

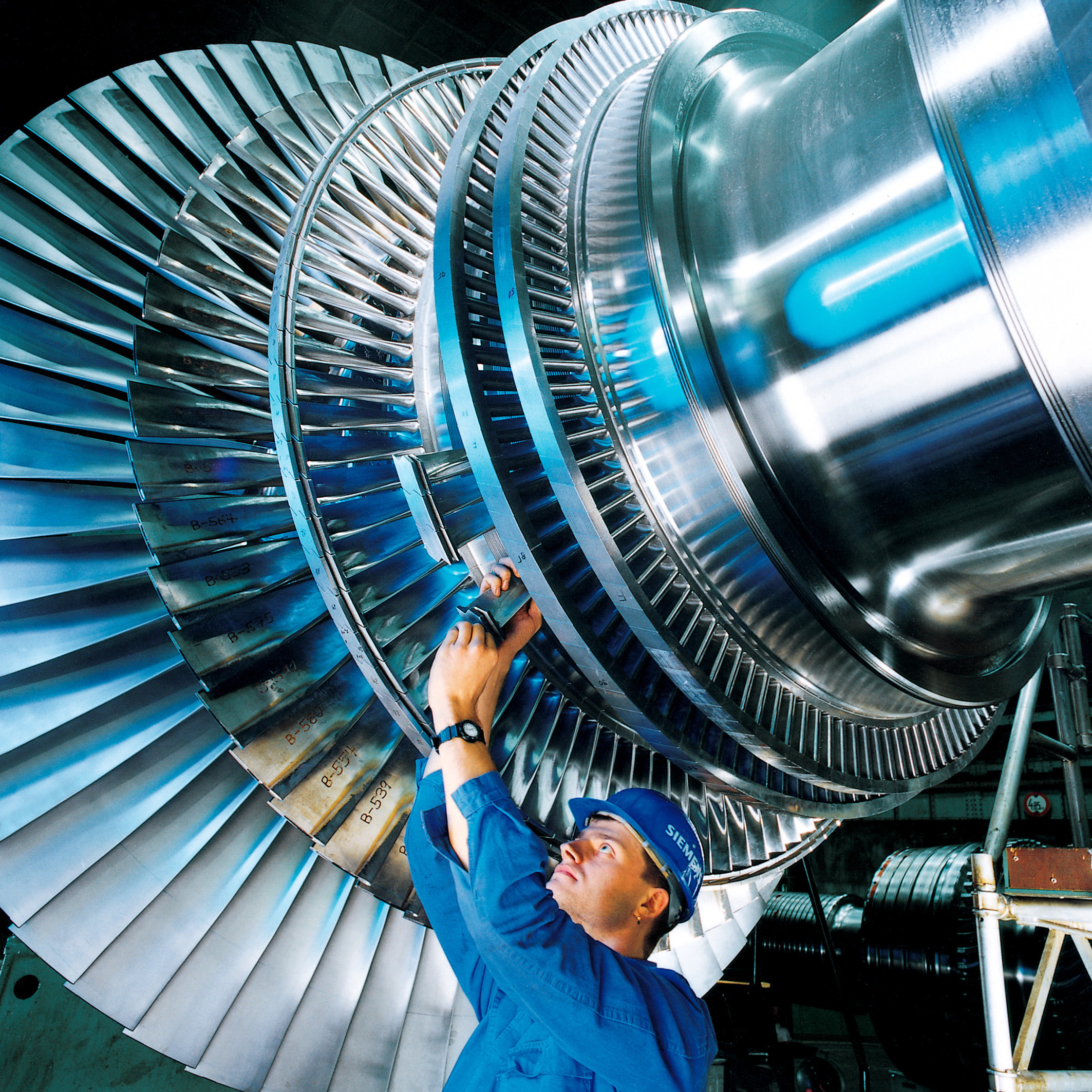
Pracownik instalujący łopatkę na wirniku turbiny parowej w fabryce Siemensa w Niemczech

Turbina parowa – turbina, w której czynnikiem obiegowym jest para wodna. Pierwowzorem turbiny parowej była bania Herona. Jest to silnik (maszyna cieplna) wykorzystujący energię cieplną pary wodnej, wytworzonej zwykle w kotle parowym lub wytwornicy pary, do wytworzenia energii mechanicznej, odprowadzanej wałem do innej maszyny, np. generatora elektrycznego.

## Zasada działania
Przepływ gazu przez turbinę wiąże się ze spadkiem jego entalpii (energii potencjalnej). W myśl zasady zachowania energii entalpia ta zamieniana jest w inną formę energii, a konkretnie w energię mechaniczną odprowadzaną wałem do maszyny napędzanej. Z drugiej zasady termodynamiki wynika, że nie można skonstruować silnika cieplnego w całości zamieniającego dostarczone ciepło na pracę, co w praktyce oznacza, że turbiny parowe oprócz użytecznej pracy zawsze oddają do otoczenia ciepło, które, jeśli nie jest wykorzystane, staje się ciepłem odpadowym. Stanowi to podstawę skojarzonego wytwarzania energii elektrycznej i ciepła w elektrociepłowniach.
Moc turbiny bez upustów regeneracyjnych określa się wzorem:
{\displaystyle P=G\cdot \left(h_{0}-\left(h_{2}+{\frac {c_{2}^{2}}{2}}\right)\right)\cdot \eta _{m},}
gdzie:
{\displaystyle P} – moc, [W],
{\displaystyle G} – wydatek masowy, [kg/s],
{\displaystyle h_{0}} – entalpia pary na wlocie do turbiny, [J/kg],
{\displaystyle h_{2}} – entalpia pary na wylocie z turbiny, [J/kg],
{\displaystyle c_{2}} – prędkość pary na wylocie z turbiny, [m/s]
{\displaystyle \eta _{m}} – sprawność mechaniczna.
W przypadku turbin wielostopniowych wzór ten może być stosowany zarówno do poszczególnych stopni, jak i całej turbiny. W obliczeniach dotyczących turbin upustowych należy jednak pamiętać, że w poszczególnych stopniach zmienia się wydatek masowy.
W obliczeniach często pomocna okazuje się sprawność wewnętrzna, którą w przypadku turbiny można określić wzorem:
{\displaystyle \eta _{i}={\frac {h_{0}-h_{2}}{h_{0}-h_{2t}}},}
gdzie:
{\displaystyle h_{0}-h_{2t}} – teoretyczny spadek entalpii przy takim samym, jak w rzeczywistości, spadku ciśnienia podczas analogicznej przemiany izentropowej (adiabata odwracalna jest jednocześnie izentropą).
Ponieważ turbina cieplna składa się z kolejno po sobie następujących stopni, obliczenia energetyczne turbiny sprowadzają się do obliczeń poszczególnych stopni. Moc całkowita turbiny jest sumą mocy poszczególnych stopni. Stopień turbiny składa się z nieruchomego wieńca kierowniczego, związanego na stałe z korpusem, i wieńca wirnikowego, związanego z obracającym się wałem. W wieńcu kierowniczym następuje zamiana entalpii czynnika na jego energię kinetyczną, w wieńcu wirnikowym zaś zamiana energii kinetycznej na mechaniczną. W stopniu jako całości następuje zamiana entalpii czynnika na energią mechaniczną.
Różnica między parą wodną a innym gazem (np. spalinami) jest niewielka i polega przede wszystkim na większym cieple właściwym. Układ siłowni parowej różni się od gazowej temperaturą i ciśnieniem czynnika roboczego na wlocie do turbiny. Optymalne ciśnienie spalin na wlocie do turbiny w układzie gazowym jest kilkakrotnie niższe niż w układzie parowym. Ponadto uzyskanie wysokiego ciśnienia wody jest znacznie łatwiejsze i mniej energochłonne niż powietrza (pompa zamiast sprężarki). Także ciśnienie czynnika na wylocie z turbiny jest w większości przypadków różne. W siłowni gazowej ciśnienie to jest zwykle zbliżone do ciśnienia otoczenia, natomiast w siłowni parowej możliwe jest uzyskanie ciśnienia znacznie niższego od otoczenia (tzw. próżnia w skraplaczu). Znacznie większa różnica ciśnień w siłowni parowej oraz większe ciepło właściwe pary wodnej niż gazów spalinowych powodują, że w turbinie parowej może być zrealizowany znacznie większy spadek entalpii czynnika niż w turbinie gazowej. Wynika z tego, że turbiny parowe mają znacznie większą liczbę stopni, na poziomie kilkudziesięciu. Turbina gazowa ma zwykle kilka stopni.
Duża liczba stopni turbiny parowej powoduje, że konieczny staje się podział wirnika turbiny na kilka części połączonych ze sobą sprzęgłem. Zbyt długi wał wirnika byłby za mało sztywny, co powodowałoby zbyt duże ugięcia i problemy dynamiczne (związane zwłaszcza z drganiami). Podział wału wirnika na kilka części, z których każda jest odpowiednio ułożyskowana na własnych łożyskach, pozwala na uzyskanie odpowiedniej sztywności elementów wirujących. Zwykle każda część wału ma także osobny korpus. Mamy więc do czynienia z jakby niezależnymi turbinami, których wały połączone są sprzęgłami i napędzają zwykle jeden wspólny generator.
Ze względu na sposób zamiany entalpii czynnika na energię mechaniczną w stopniu można wyróżnić stopnie:
- akcyjne, w których znaczna większość entalpii czynnika zamieniana jest w kierownicy na energię kinetyczną, która w wirniku zamieniana jest z kolei na energię mechaniczną;
- reakcyjne, w których zarówno w kierownicy, jak i w wirniku zamieniana jest entalpia na energię kinetyczną, z czym wiąże się generowanie mocy mechanicznej w ruchomym wieńcu wirnikowym.

Jeśli turbina składa się ze stopni akcyjnych, to nazywana jest akcyjną, jeśli z reakcyjnych – reakcyjną. W wielu przypadkach część stopni turbiny to stopnie akcyjne, a część – reakcyjne. Trudno wtedy jednoznacznie zakwalifikować turbinę do jednej z grup.
W zależności od ciśnienia pary w poszczególnych częściach turbiny wyróżnia się część wysokoprężną, średnioprężną i niskoprężną. Para po rozprężeniu w części wysokoprężnej doprowadzana jest do średnioprężnej, i dalej ze średnioprężnej do niskoprężnej. Z części niskoprężnej odprowadzana jest już do skraplacza, gdzie następuje jej całkowite skroplenie i nieznaczne przechłodzenie kondensatu.
Z powodu wysokiego ciśnienia pary na wlocie do turbiny (a właściwie w całej części wysokoprężnej) konieczne jest (ze względów wytrzymałościowych) stosowanie grubych ścianek elementów doprowadzających czynnik do turbiny oraz korpusu turbiny. Wraz ze spadkiem ciśnienia w kolejnych stopniach konstrukcja staje się coraz „lżejsza”.
Jednym ze sposobów podnoszenia sprawności siłowni cieplnej jest przegrzew wtórny czynnika. Jest to realizowane między częścią wysokoprężną a średnioprężną turbiny. Para wodna po opuszczeniu części wysokoprężnej kierowana jest z powrotem do kotła celem podniesienia temperatury i entalpii, a następnie trafia do części średnioprężnej. W wyjątkowych przypadkach, w największych elektrowniach parowych, stosowane są dwa przegrzewy wtórne.
Innym sposobem podnoszenia sprawności siłowni cieplnej jest stosowanie regeneracyjnego podgrzewu wody zasilającej przed dopływem do kotła parowego. Woda podgrzewana jest parą odprowadzaną z upustów turbiny.

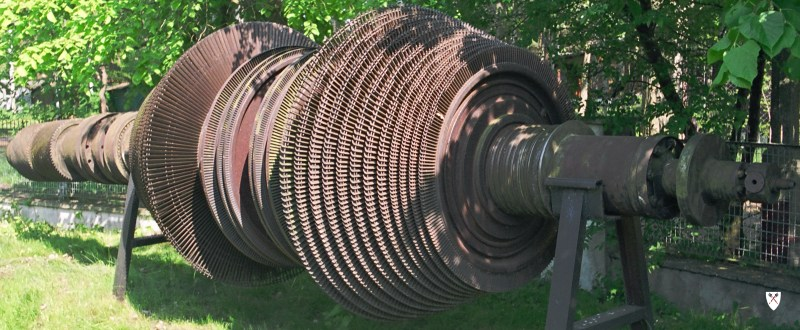
Wirnik turbiny parowej Parsonsa z ORP Wicher II w Skansenie Broni Morskiej w Helu.

## Zastosowanie turbin parowych
Turbina parowa jest podstawową maszyną wytwarzającą moc mechaniczną wykorzystywaną do napędu generatorów elektrycznych w elektrowniach parowych (przede wszystkim węglowych i jądrowych, znacznie rzadziej geotermalnych czy solarnych), elektrociepłowniach i układach gazowo-parowych. Fakt ten stawia ją na pierwszym miejscu wśród maszyn nakręcających rozwój gospodarczy (wiek XIX – maszyna parowa, wiek XX i XXI – turbina parowa). Bez istnienia turbiny parowej wystąpiłby prawdopodobnie deficyt energii elektrycznej na świecie.
Na statkach i okrętach stosowane były do napędu pędników (śrub okrętowych) bądź innych urządzeń. Weszły do szerszego użytku na początku XX wieku, zastępując stopniowo maszyny parowe. Najbardziej znanymi wczesnymi systemami stały się turbiny systemu Parsonsa i Curtisa (także Brown-Curtis). Początkowo stosowano turbiny parowe bezpośrednio napędzające śruby, co wymagało ograniczenia liczby obrotów do kilkuset na minutę. Wkrótce zostały one wyparte przez turbiny z przekładniami redukcyjnymi, które dzięki zmianie konstrukcji i zwiększeniu prędkości obrotowej do 2000-3000 obrotów na minutę, mogły mieć mniejsze rozmiary.
Na statkach (np. na Titanicu) często stosowana była łącznie z maszyną parową jako stopień niskiego ciśnienia. Para wylotowa zza turbiny może być wykorzystywana w elektrociepłowniach do podgrzewania wody użytkowej lub w innych zakładach do celów przemysłowych.
W pierwszej połowie XX wieku próbowano napędzać lokomotywy parowe przy użyciu turbin parowych. Próby były jednak nieudane z powodu bardzo niskich sprawności tych maszyn w zakresie małych prędkości obrotowych.
W elektrowniach współczesnych stosowane są także do napędu pompy zasilającej. Są bowiem najlepszym źródłem mocy mechanicznej, odprowadzanej wałem przy prędkościach obrotowych znacznie wyższych od prędkości synchronicznej maszyn elektrycznych, dzięki czemu pompy mają mniejsze wymiary i większą sprawność.
Turbiny parowe dzieli się również ze względu na wykorzystanie pary odlotowej na przeciwprężne i kondensacyjne. W turbinach kondensacyjnych para odlotowa nie jest w żaden sposób wykorzystywana, a ciepło jej skraplania jest odprowadzane do otoczenia i stanowi czystą stratę energii. Można ją zmniejszyć stosując zamiast wody ciecze organiczne, których ciepło parowania jest znacznie mniejsze, jednak komplikuje to znacznie układ i prowadzi do powstawania innych problemów, trudnych do ominięcia.